# Sicyos ampelophyllus
Sicyos ampelophyllus là một loài thực vật có hoa trong họ Cucurbitaceae. Loài này được Wooton & Standl. miêu tả khoa học đầu tiên năm 1909.